# Santo Antônio do Palma
Santo Antônio do Palma là một đô thị thuộc bang Rio Grande do Sul, Brasil. Đô thị này có diện tích 126,095 km², dân số năm 2007 là 2216 người, mật độ 17,57 người/km².